# Braffais
Braffais est une ancienne commune française, du département de la Manche et région Normandie, intégrée le 1er janvier 2016 au sein de la commune nouvelle du Parc.

## Toponymie
Jean Adigard des Gautries identifie le mot « Braffais » dès les années 1060. Les premières attestations, vers 1180, utilisent la graphie « Braffes ». L'origine du mot est indéterminée, peut-être gauloise.
Le gentilé est Braffillons.

## Histoire
Le 1er janvier 2016, Braffais intègre avec deux autres communes la commune du Parc créée sous le régime juridique des communes nouvelles instauré par la loi no 2010-1563 du 16 décembre 2010 de réforme des collectivités territoriales. Il n'est pas créé de communes déléguées, les communes de Braffais, Plomb et Sainte-Pience sont supprimées et le chef-lieu de la commune nouvelle est établi au lieu-dit le Parc.
Appartenant à la communauté de communes du Val de Sée, le territoire intègre en 2016 la communauté de communes Avranches - Mont-Saint-Michel.

## Politique et administration

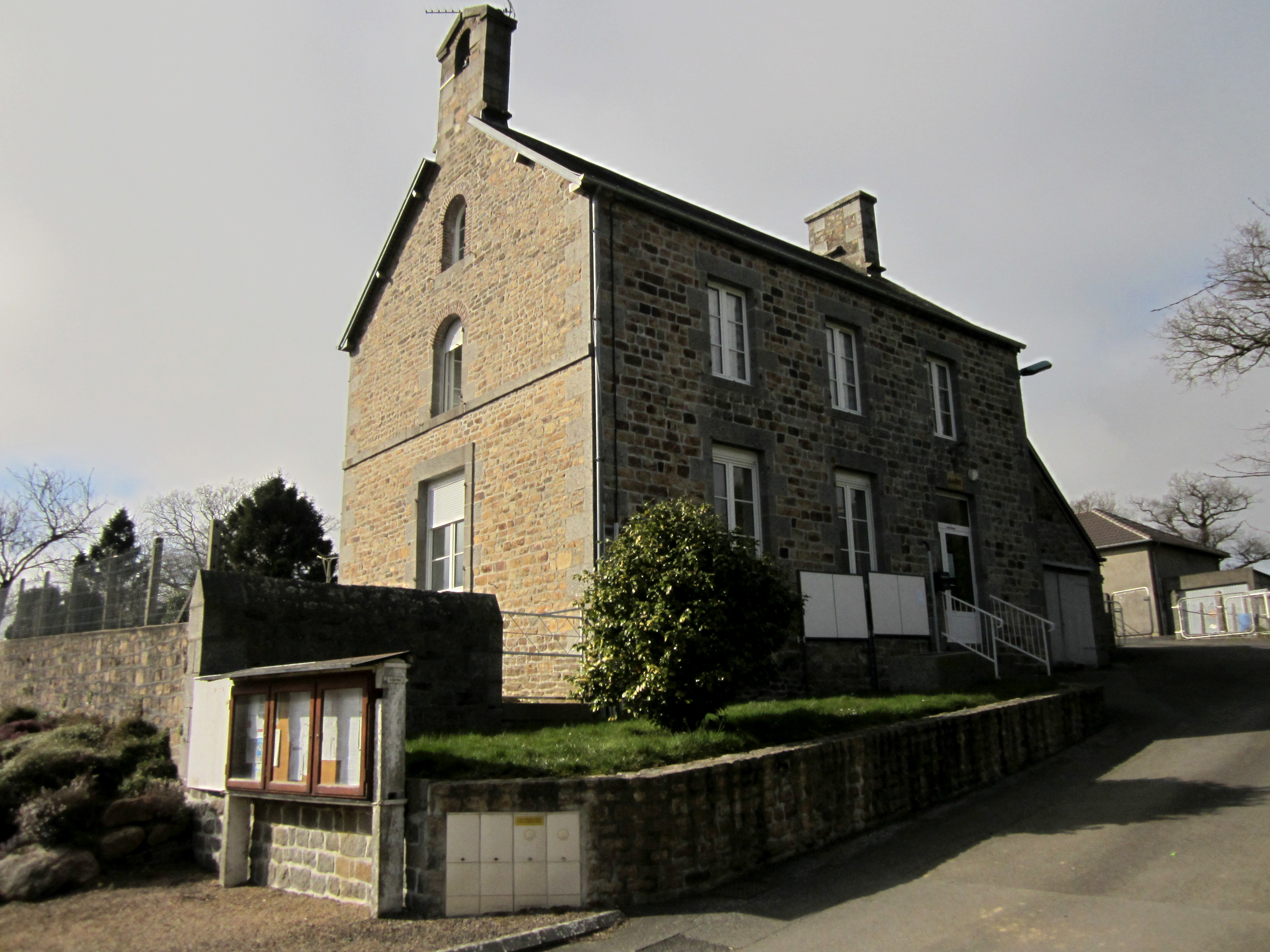
La mairie.

| Période                                  | Période       | Identité           | Étiquette | Qualité                     |
| ---------------------------------------- | ------------- | ------------------ | --------- | --------------------------- |
| 1884                                     | 1901          | Jean Cossé         | SE        |                             |
| 1902                                     | 1910          | Ferdinand Chapel   | SE        |                             |
| 1910                                     | 1935          | Henri de La Broise | SE        |                             |
| 1935                                     | 1939          | Séraphin Benoit    | SE        |                             |
| 1939                                     | 1945          | Henri Vimont       | SE        |                             |
| 1945                                     | 1968          | Pierre Lebrun      | SE        |                             |
| 1968                                     | 1983          | Albert Lepeltier   | SE        | Agriculteur                 |
| 1983                                     | mars 2008     | Jean Lebel         | SE        | Agriculteur                 |
| mars 2008                                | mars 2014     | Guy de La Broise   | SE        | Cadre commercial (retraité) |
| mars 2014                                | décembre 2015 | Christophe Cossé   | SE        | Contremaitre                |
| Les données manquantes sont à compléter. |               |                    |           |                             |

## Démographie
En 2013, la commune comptait 192 habitants. Depuis 2004, les enquêtes de recensement dans les communes de moins de 10 000 habitants ont lieu tous les cinq ans (en 2005, 2010, 2015, etc. pour Braffais) et les chiffres de population municipale légale des autres années sont des estimations.
| 1793 | 1800 | 1806 | 1821 | 1831 | 1836 | 1841 | 1846 | 1851 |
| ---- | ---- | ---- | ---- | ---- | ---- | ---- | ---- | ---- |
| 450  | 363  | 486  | 445  | 441  | 404  | 397  | 441  | 451  |

| 1856 | 1861 | 1866 | 1872 | 1876 | 1881 | 1886 | 1891 | 1896 |
| ---- | ---- | ---- | ---- | ---- | ---- | ---- | ---- | ---- |
| 442  | 441  | 448  | 422  | 401  | 362  | 339  | 333  | 325  |

| 1901 | 1906 | 1911 | 1921 | 1926 | 1931 | 1936 | 1946 | 1954 |
| ---- | ---- | ---- | ---- | ---- | ---- | ---- | ---- | ---- |
| 340  | 332  | 317  | 293  | 279  | 281  | 280  | 319  | 287  |

| 1962 | 1968 | 1975 | 1982 | 1990 | 1999 | 2005 | 2010 | 2013 |
| ---- | ---- | ---- | ---- | ---- | ---- | ---- | ---- | ---- |
| 275  | 244  | 225  | 212  | 181  | 163  | 172  | 190  | 192  |

## Lieux et monuments
L'église Saint-Martin (XVIIe siècle) en pierre, formant des damiers, a été en grande partie reconstruite dans la première moitié du XVIIIe siècle (1714-1743) . Elle abrite des reliquaires en bois sculptés apportés de Rome de 1730 à 1737.
En face de l'église se trouve le manoir de la Martinière, édifié à la fin du Moyen Âge et transformé en 1821, appelé « le Château » car probablement situé à l'emplacement du premier château de Braffais. Le manoir du Domaine (XVIIIe siècle) a probablement remplacé une demeure beaucoup plus ancienne, traces du XVe – XVIe siècles (escalier…).
Le viaduc autoroutier du Saultbesnon, mis en service en 2003, relie Braffais à Plomb en enjambant l'autoroute A84. L'aire de repos dite de la Baie, qui comprend une passerelle avec hauban passant au-dessus de l'autoroute, se trouve aussi dans la commune.
La croix de cimetière date de 1817.

## Personnalités liées à la commune
- Le seigneur L. de Cantilly, ancien fief de Braffais, faisait partie des 119 des défenseurs du Mont-Saint-Michel en 1434[1].
- Les résistants Roger Danjou et Guy Môquet sont liés à la commune. Le second en est originaire par sa mère[1].